# NXT GEN
NXT GEN är Karlstadbandet Renegade Fives andra album som gavs ut 4 april 2012.

## Låtlista
1. "The Next Generation" (Per Lidén, Marcus Nowak) – 4:07
2. "Erase Me" (Per Lidén, Marcus Nowak) – 4:01
3. "Alive" (Per Lidén, Marcus Nowak) – 3:48
4. "This Pain Will Do Me Good" (Per Lidén, Marcus Nowak) – 3:55
5. "Life Is Already Fading" (Per Lidén, Marcus Nowak) – 3:27
6. "Bring It On" (Per Lidén, Marcus Nowak) – 3:42
7. "Save Me" (Per Lidén) – 4:00
8. "When We Say Goodbye" (Per Lidén) – 3:51
9. "Win This Race" (Per Lidén, Marcus Nowak) – 3:57
10. "Before Midnight" (Per Lidén, Marcus Nowak) – 4:22
11. "Turn The Wheel" (Per Lidén, Marcus Nowak, David Johanesson) – 3:43
12. "Lost Without Your Love" (Per Lidén, Marcus Nowak, Jimmy Lundin) – 3:35
13. "Running In Your Veins - Acoustic Version" – 3:22

## Medverkande
- Daniel Johansson - sång
- Per Lidén - gitarr
- Jimmy Lundin - bas
- Marcus Nowak - trummor
- Håkan Fredriksson - keyboard
- Elize Ryd - sång på "Life Is Already Fading"